# Sphaerophoria philanthus
Sphaerophoria philanthus är en tvåvingeart som först beskrevs av Johann Wilhelm Meigen 1822.  Sphaerophoria philanthus ingår i släktet sländblomflugor, och familjen blomflugor. Inga underarter finns listade i Catalogue of Life.